# Medizintourismus in Malaysia
Medizintourismus stellt in Malaysia einen wichtigen wirtschaftlichen Bereich innerhalb des Gesundheitssystems dar. Durch eine enge Verflechtung privatwirtschaftlicher und staatlicher Initiativen und Organisationen wurde die Anzahl der Malaysia pro Jahr besuchenden Medizintouristen auf 770.134 (2013) erhöht.

## Vorgeschichte
Der medizinische Sektor Malaysias speist sich aus zwei Quellen: der „traditionellen“ Medizin und der westlichen Medizin, wie sie infolge der britischen Kolonialherrschaft nach Malaysia gelangte. Im Gefolge der Unabhängigkeit kam es zu einer kostengünstigen, weitreichenden Verfügbarkeit medizinischer Leistungen für
einen Großteil der Bevölkerung. Das malaysische Gesundheitssystem war in den 1980er Jahren anhand von Indikatoren vergleichbar dem Niveau westlicher Industriestaaten, wobei weniger als 2 % des Bruttoinlandsprodukts in den medizinischen Sektor flossen.
Zu dieser Zeit lässt sich das malaysische Gesundheitssystem als nahezu vollständig in Staatshand befindlich charakterisieren. In den 1980er Jahren kam es aufgrund
steigender staatlicher Kosten im Gesundheitswesen zu einer wirtschaftsliberalen Umschichtung des Gesundheitswesens, während derer Privatpersonen mehr und mehr
selbst für medizinische Leistungen zahlen mussten.
Das Ausmaß der
Privatisierung lässt sich teils anhand von Indikatoren wie dem privaten Anteil an der Gesamtzahl der Krankenhausbetten ermessen. Lag dieser 1980 bei 5 %, so erhöhte er
sich bis in die 1990er auf 15 % und erreichte vor Beginn der Asienkrise 25 %. Parallel mit dem Aufbau eines privaten Netzes von Krankenhäusern und medizinischen
Einrichtungen, kam es zu einem Ausbau der medizinischen Schwerpunktsetzung von der vormals vorherrschenden Eindämmung von Infektionskrankheiten und der
Entwicklung hygienischer Standards zu einer stärker krankheitsvorbeugenden und an den individuellen Bedürfnissen der Patienten orientierten Gesundheitsmethode.
Die privaten Krankenhäuser sprangen in diese Nische und bereits um die Jahrtausendwende herum war ein Großteil der ärztlichen Spezialisten im privaten Sektor
anzutreffen. In den 1990er und 2000er Jahren entwickelte sich so ein Dualismus zwischen privatem und öffentlichem Gesundheitssystem. Letzteres geriet aufgrund
seiner geringeren Finanzierungsmöglichkeiten mehr und mehr in den Ruf der Inferiorität gegenüber dem privaten Bereich. Dennoch stellt der private Bereich
weiterhin eine wichtige Versorgungsgrundlage für die einheimische Bevölkerung dar.
Die Privatisierung verlief in der Art, dass ein Teil der Krankenhäuser zwar privatisiert wurde, aber eigentumsrechtlich gesehen in Staatshand verblieb. Das malaysische
Gesundheitsministerium überwachte und forcierte den Privatisierungsprozess und verstand sich als Regulationsinstanz, welche die Leitlinien der angebotenen
Behandlungen und erforderlichen Qualifikationen privater und öffentlicher Gesundheitsanbieter festlegte. Die Privatisierung des Gesundheitswesens rief den
Widerstand verschiedener Verbände hervor, so z. B. der Malaysian Medical Association. Kritisiert wurde, dass die Auslagerung medizinischer Leistungen in den
Privatsektor diese für Bezieher niedriger Einkommen unerschwinglich werden lassesodass diese von einem Gutteil möglicher Leistungen ausgeschlossen blieben.

## Medizintourismus
Das wirtschaftliche Interesse an Gesundheitstourismus nach Malaysia entstand in der malaysischen Wirtschaft primär im Gefolge der Asienkrise von 1997. Die Asienkrise,
welche Malaysia im Vergleich zu anderen Staaten der Region relativ glimpflich überstand, führte zu einem wirtschaftlichen Einbruch im medizinischen Sektor
Malaysias, da der Vermögensverlust der Patienten zu einer Abkehr von der kostenpflichtigen privaten Behandlung mündete. Hierdurch gerieten die privaten
Krankenhäuser in eine Notlage. Die Regierungsinstitutionen reagierten hierauf mit der Strategie, einerseits die privaten Krankenhäuser durch den Einstieg Malaysias in den
globalen Medizintourismus zu stärken und andererseits der malaysischen Wirtschaft mittels ausländischem Kapital durch den Gesundheitstourismus über die Krise hinweg
zu fortgesetzt hohen Wachstumsraten zu verhelfen. Der Gesundheitstourismus kann hierbei im Rahmen der Bemühungen der malaysischen Regierung gesehen werden, die
wirtschaftliche Entwicklung Malaysias durch den Ausbau des Tourismussektors zu beschleunigen, wobei dem die Logik zugrunde gelegt wurde, dass Patienten, wie auch möglicherweise begleitende Angehörige, einen längeren Aufenthalte in Malaysia verbringen würden als herkömmliche Touristen. Kampagnen werden auch in Abstimmung mit privaten Hotels durchgeführt.
Zu Beginn des Jahrtausends wurde in Malaysia eine wirtschaftliche Strategie aufgestellt, die darauf abzielte Malaysia bis zum Jahre 2020 im Rahmen der „Vision 2020“ in den Rang eines Landes mit hohem Einkommen zu transformieren. Gesundheitstourismus spielt für die Malaysische Regierung eine zentrale Rolle
innerhalb des touristischen Bereiches, welcher selbst unter den 12 Schlüsselindustrien aufgelistet ist, die Malaysia bis 2020 zu einem hochentwickelten Land machen
sollen. Im Rahmen des 8. Malaysia Plans (2001-5) wurde Gesundheitstourismus als Möglichkeit gesehen, Malaysia zu einer wissensbasierten Wirtschaft zu verhelfen, und so
den Schwerpunkt der malaysischen Wirtschaft auf den industriell verarbeitenden Sektor zu verringern. Institutionell fand diese neue Strategie ihren Vorläufer in der Schaffung
des National Committee for the Promotion of Health Tourism in Malaysia, welches in direkter Reaktion auf die Asienkrise gegründet wurde. Dieses verband die malaysischen
Ministerien für Gesundheit, Tourismus und Handel mit der Vereinigung der privaten Krankenhäuser (APHM) und dem touristischen Sektor.
Im Jahre 2009 startete das Malaysische Gesundheitsministerium die „Malaysia Healthcare“-Kampagne mit dem Ziel, klare Richtlinien für die Branche zu setzen und
einen neuen Zentralplan einzufügen, in deren Zuge das Malaysia Healthcare Travel Council als neue zentrale Koordinierungs- und Marketinginstitution gegründet wurde.
Das Ziel der malaysischen Bemühungen im Bereich des Gesundheitstourismus bestand im Gegensatz zu Singapur, welches Personen mit sehr hohem Einkommen
anzulocken sucht, darin, Personen mittleren Einkommens zur Reise nach Malaysia zu bewegen. Diese Werbestrategie wurde dadurch ermöglicht, dass die Preise für
Gesundheitsleistungen in Malaysia niedriger sind als in den regional konkurrierenden Staaten Singapur und Thailand. Der primäre Fokus auf Niedrigeinkommen lässt sich
auch dem Strategiebericht des Malaysischen Gesundheitsministeriums von 2002
entnehmen.
Die ersten neuen Maßnahmen umfassten mehrheitlich Steuererleichterungen für private Krankenhäuser. Zusätzlich wurden Krankenhäusern im Bereich des
Gesundheitstourismus weitere Steuerbefreiungen gewährt. Auch wurden privaten Krankenhäusern, die Neu- oder Ausbauten vornahmen hierfür komplett von der Steuer
befreit. Mittels Steuervergünstigungen für private Investoren im Bereich Gesundheitstourismus wurde versucht den Kapitalstock des privaten medizinischen
Sektors zu erhöhen. Um bürokratische Hürden bei der Einreise zu minimieren, fand eine Vereinfachung des Zugangs nach Malaysia statt. Visa für Gesundheitstouristen
können leicht auf bis zu drei Monate ausgedehnt werden. Selbiges gilt für bis zu vier begleitende Personen.
Der Medizintourismus nach Malaysia hat in den letzten Dekaden eine rasante Entwicklung durchgemacht. Innerhalb des Zeitraums von 1998 bis 2008 erhöhte sich
die jährliche Anzahl an Medizintouristen von guten 39.000 auf gute 374.000 und auf 882.000 im Jahr 2014. Bis 2020 sollen bis zu 1,9 Millionen Patienten jährlich
angezogen werden.
Die Mehrzahl der in Malaysia behandelten Medizintouristen kommt aus der südostasiatischen Region, ein Großteil aus Indonesien.
Singapur und Thailand und in begrenztem Maße Indien werden als hauptsächliche Konkurrenten Malaysias im Bereich des Medizintourismus betrachtet. Malaysia ist im
Gegensatz zu diesen eher neu im Bereich des Gesundheitstourismus aktiv und versucht deswegen mittels der Zuweisung verschiedener Attribute
zu einer „therapeutic landscape“ Malaysia zu bestehen.